# Parascaptor leucura
El topo de Assam (Parascaptor leucura) es una especie de musaraña de la familia Talpidae. Es la única especie del género Parascaptor.

## Distribución geográfica
Se encuentra en China, India y Birmania.